# Yukpa
 I Yukpa (o Yuco, Yupa, Yupca) sono un gruppo etnico della Colombia, con una popolazione stimata di circa 2126 persone che parlano la lingua Yukpa (codice ISO 639: YUP), suddivisa in 4 dialetti: Iroka, Maracas, Codozzi, Cesar.
Vivono al confine tra Colombia e Venezuela, nei pressi di Serrania de Perija.